# Ramal D de la línea Verde
El Ramal D de la línea Verde (en inglés: Green Line "D" Branch), conocido también como Ramal Highland y Ramal Riverside, es una línea de tren ligero que forma parte de los cuatro ramales de la línea Verde del Metro de Boston. El Ramal consiste en 20 estaciones y es operado por la Autoridad de Transporte de la Bahía de Massachusetts o BMTA por sus siglas en inglés. El ramal se extiende desde la estación Government Center hasta la estación Riverside en Boston. El ramal fue inaugurado el 4 de julio de 1959.

## Estaciones
Los trenes de la 'línea B' solamente operan desde Government Center al Riverside. El segmento desde Government Center a Kenmore es compartido con los otros tres ramales. No hay ningún estacionamiento para ninguna de las estaciones del Ramal D. Todas las estaciones entre Kenmore y Packard's Corner son también paradas de la Ruta de Autobús 57 hacia Watertown.
| Estación          | Localidad                                                                             | Tiempo a Park Street | Apertura           | Transferencias y notas |
| ----------------- | ------------------------------------------------------------------------------------- | -------------------- | ------------------ | --- |
| Fenway            | Park Drive cerca de The Fenway, Boston                                                | 16 minutos           | 4 de julio de 1959 | La única estación agregada por la MBTA 47 Bus a Central Square/Broadway & CT2 a Sullivan/Ruggles                                                                                                  |
| Longwood          | Chapel Street a Longwood Street, Boston/Brookline border                              | 18 minutos           | 4 de julio de 1959 | |
| Brookline Village | Calle Harvard entre la Ruta 9 y la Calle Washington, Brookline                        | 20 minutos           | 4 de julio de 1959 | A poca distancia de la estación Riverway anteriormente como la estación Brookline del B&A |
| Brookline Hills   | Calle Cypress a la Calle Tappan, Brookline                                            | 22 minutos           | 4 de julio de 1959 | cerca de Brookline High School |
| Beaconsfield      | Dean Road al sur de la Calle Beacon, Brookline                                        | 25 minutos           | 4 de julio de 1959 | A poca distancia de Dean Road station, no estacionamiento |
| Reservoir         | Cleveland Circle cerca de Avenida Chestnut Hill y la Calle Beacon, Brookline/Brighton | 27 minutos           | 4 de julio de 1959 | A poca distancia de la Estación de la Avenida Chestnut Hill y la Estación Cleveland Circle transferencia al Boston College por medio de un bus expreso (Sept-May) Conexiones de autobuses: 51, 86 |
| Chestnut Hill     | Calle Hammond a la Calle Boylston, Newton                                             | 30 minutos           | 4 de julio de 1959 | A poca distancia del Boston College |
| Newton Center     | Calle Union entre la Calle Herrick y Langley Road, Newton                             | 32 minutos           | 4 de julio de 1959 | cerca del Distrito Comercial de Newton Center 52 Bus a Dedham Mall |
| Newton Highlands  | Lincoln Street a Walnut Street, Newton                                                | 34 minutos           | 4 de julio de 1959 | cerca del Distrito Comercial de Newton Highlands 59 Bus a Needham Junction |
| Eliot             | Route 9 cerca de Woodward Street, Newton                                              | 37 minutos           | 4 de julio de 1959 | Estacionamiento disponible para pasajeros del Metro de Boston |
| Waban             | Calle Beacon a Waban Square, Newton                                                   | 40 minutos           | 4 de julio de 1959 | Estacionamiento disponible para pasajeros del Metro de Boston |
| Woodland          | Calle Washington noreste de la Calle Beacon, Newton                                   | 42 minutos           | 4 de julio de 1959 | cerca de Newton-Wellesley Hospital estacionamiento disponible para pasajeros del Metro de Boston (MBTA)                                                                                           |
| Riverside         | Calle Grove al sur de la Avenida Commonwealth                                         | 44 minutos           | 4 de julio de 1959 | Antes estaba más al norte, en el cruce con la línea principal del B&A(MBTA Commuter Rail Framingham/Worcester Line) estacionamiento para pasajeros del MBTA disponuble                            |